# Velká Buková

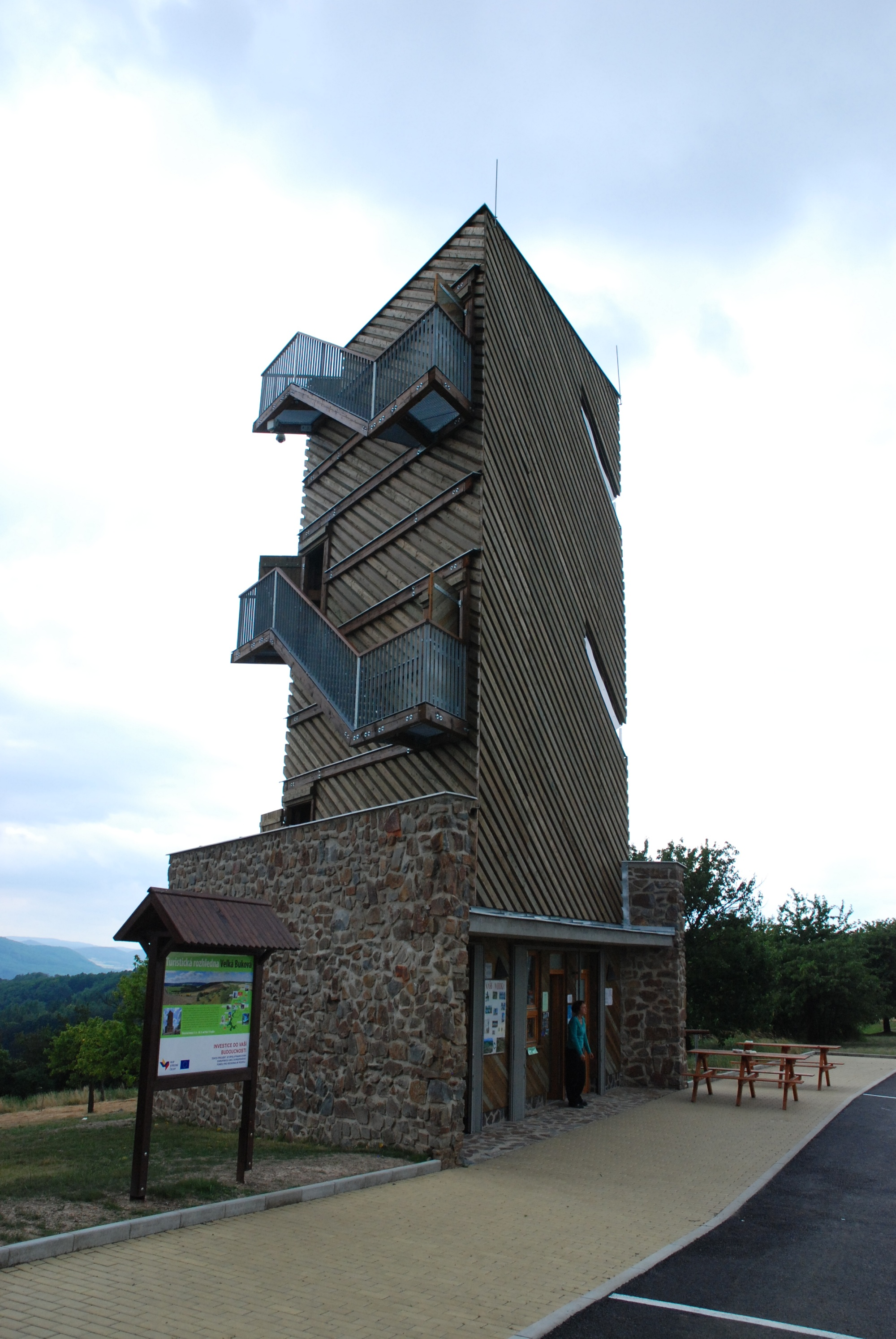
Aussichtsturm

Velká Buková (deutsch Groß Bukowa, 1939–45 Groß Buchen) ist eine Gemeinde in Tschechien. Sie liegt zwölf Kilometer südöstlich von Rakovník und gehört zum Okres Rakovník.

## Geographie
Velká Buková befindet sich in der Křivoklátská vrchovina im Landschaftsschutzgebiet Křivoklátsko. Das Dorf liegt auf der unbewaldeten Hochfläche Buková im Pürglitzer Wald, die im Norden vom Bach Trnava, im Osten vom Rakovnický potok und im Süden von der Berounka umflossen wird. Nordöstlich erhebt sich der Losy (434 m), im Süden der Amerika (413 m), südwestlich die Porostlina (454 m), im Westen die Čepína (469 m) sowie nordwestlich der Spálený kopec (407 m).
Nachbarorte sind Emilov, Kolonie, Míče, Losy und Městečko im Norden, Písky im Nordosten, Křivoklát, Amalín und Dubina im Osten, Roztoky im Südosten, Višňová und Branov im Süden, Nezabudice, Hracholusky, Novosedly und Skřivaň im Südwesten, Na Čihátku, Malá Buková und Všetaty im Westen sowie Čepiny, Lašovice, Pustověty und Kalubice im Nordwesten.

## Geschichte
Die erste schriftliche Erwähnung des Dorfes erfolgte im Jahre 1386.
In Velká Buková wurde durch die Herrschaft Pürglitz eine Schwefelhütte betrieben. Im Jahre 1685 verkaufte Leopold I. die Kronherrschaft Pürglitz an Ernst Joseph Graf von Waldstein. 1731 vererbte Johann Joseph Graf von Waldstein die Herrschaft an seine Tochter und Universalerbin Maria Anna Fürstin zu Fürstenberg, die sie 1756 testamentarisch mit der Herrschaft Kruschowitz und dem Gut Nischburg zu einem Familienfideikommiss von 400.000 Gulden vereinigte. Die eine Hälfte des Erbes fiel ihren Söhnen Joseph Wenzel zu Fürstenberg-Stühlingen und Karl Egon I. zu Fürstenberg zu, die andere ihren Töchtern Henriette Fürstin von Thurn und Taxis und Maria Theresia zu Fürstenberg. Als Fideikommisserben setzte sie ihren zweitgeborenen Sohn Karl Egon I. ein, der durch Ausgleich auch die Anteile seiner Geschwister erwarb. Im Jahre 1786 wurde durch den Religionsfonds in Stadtl eine Lokalie eingerichtet, zu deren Sprengel auch Pustowied gehörte. Nach dem Tode von Karl Egon I. erbte 1787 dessen ältester Sohn Philipp Fürst zu Fürstenberg († 1790) den Besitz, ihm folgten seine Kinder Karl Gabriel zu Fürstenberg († 1799) und Leopoldine Prinzessin von Hessen-Rothenburg-Rheinfels. 1803 verzichteten die weiblichen Erben in einem Familienvergleich zugunsten des minderjährigen Karl Egon II. zu Fürstenberg und der fürstlichen und landgräflichen Häuser Fürstenberg; als Verwalter wurde bis zu dessen Volljährigkeit im Jahre 1817 Joachim Egon Landgraf von Fürstenberg eingesetzt.
Im Jahre 1843 bestand Groß-Bukowa aus 45 Häusern mit 376 Einwohnern. Abseits lag ein Forsthaus (Losy). Pfarrort war Stadtl. Bis zur Mitte des 19. Jahrhunderts blieb Groß-Bukowa dem Fideikommiss Pürglitz untertänig.
Nach der Aufhebung der Patrimonialherrschaften bildete Velká Buková / Großbukowa ab 1850 mit den Ortsteilen Kalubice und Malá Buková eine Gemeinde im Bezirk Rakonitz und Gerichtsbezirk Pürglitz. Nach dem Tode Karls Egon II. zu Fürstenberg erbte 1854 dessen zweitgeborener Sohn Max Egon I. den Fideikommiss Pürglitz. Zu Beginn des 20. Jahrhunderts entstand eine Dorfschule, in der zweiklassig unterrichtet wurde. Kalubice löste sich 1910 los und bildete eine eigene Gemeinde. Während der deutschen Besetzung erhielt das Dorf den deutschen Namen Groß Buchen. Im Jahre 1980 wurden Kalubice und Nezabudice eingemeindet. Nezabudice löste sich am 24. November 1990 wieder von Velká Buková los.

## Gemeindegliederung
Die Gemeinde Velká Buková besteht aus den Ortsteilen Kalubice (Kalibitz), Malá Buková (Klein Bukowa) und Velká Buková (Groß Bukowa), die zugleich auch Grundsiedlungseinheiten bilden. Das Gemeindegebiet gliedert sich in die Katastralbezirke Kalubice und Velká Buková. Zur Gemeinde Velká Buková gehören außerdem die Einschichten Čepiny (Czepiner Heger), Losy (Lossen) und Na Čihátku.

## Sehenswürdigkeiten
- Barocke Statue des hl. Wenzel aus dem Jahre 1766, an der Schule
- Barocke Statue des hl. Johannes von Nepomuk auf dem Dorfplatz
- Gezimmerte Chaluppen in Volksbauweise
- Kapelle
- Hölzerner Aussichtsturm am westlichen Ortsrand, das auf einem Steinsockel errichtete 15 Meter hohe Bauwerk mit dreieckigem Grundriss hat in 13,5 m Höhe eine Aussichtsplattform. Der Turm wurde im September 2009 eröffnet.
- Naturreservat Nezabudické skály, südlich des Dorfes am Abfall zum Berounkatal